# Egy zseni, két haver, egy balek
Az Egy zseni, két haver, egy balek (eredeti cím olaszul: Un genio, due compari, un pollo, angolul: A Genius, Two Partners and a Dupe) 1975-ben bemutatott olasz–francia–NSZK western–vígjáték, amelynek főszereplője Terence Hill. Az élőszereplős játékfilm rendezője Damiano Damiani, producerei Jean Gontier, Claudio Mancini és Fulvio Morsella. A forgatókönyvet Ernesto Gastaldi és Fulvio Morsella írta, a zenéjét Ennio Morricone szerezte. A mozifilm a Rafran Cinematografica, az AMLF és a Rialto Film gyártásában készült, a Titanus forgalmazásában jelent meg. Műfaja akció filmvígjáték.
Olaszországban 1975. december 19-én, Magyarországon 1981. szeptember 3-án mutatták be a mozikban, új szinkronnal 2002. március 3-án az RTL Klubon vetítették le a televízióban.
A film nem volt népszerű a nézők körében, csak az idő múlásával, a spagettiwestern és Terence Hill kultuszának kialakulásával foglalhatta el méltó helyét. A készítők eredetileg nem is ebben a formában akarták megjelentetni a filmet, de az erre szánt eredeti film tekercseit ellopták és nem kerültek elő soha többé azok a kópiák. Ebben a filmben az eredeti első szinkronban szinkronizálta először Ujréti László Terence Hillt. Az első szinkron Tv-premierjére több mint 40 évvel a hazai mozibemutató után 2022. augusztus 17-én, 18 óra 35 perckor került sor az AMC csatornán.

## Cselekmény
Joe szereti, ha történik valami, elvégre a vadnyugaton él. Jobb híján városról városra járva párbajmutatványokból kalapozza össze a pénzt, míg egy nap nagy fülest kap. A vörös szakállas Pembroke ezredes hatalmas pénzszállítmányért utazik Cabot őrnagy erődjébe. Joe-nak nagyszerű ötlete támad, ráveszi barátait, Lucyt és Billt, hogy a közben megboldogult Pembroke ezresed helyettesítve, maguk látogassanak el Cabot őrnagy erődjébe. A kalamajka pedig itt kezdődik.

## Szereplők
| Szereplő               | Színész               | Magyar hang                      | Magyar hang                         |
| Szereplő               | Színész               | 1. magyar szinkron (MOKÉP, 1980) | 2. magyar szinkron (RTL Klub, 2001) |
| ---------------------- | --------------------- | -------------------------------- | ----------------------------------- |
| Joe Thanks             | Terence Hill          | Ujréti László                    | Rátóti Zoltán                       |
| Bill Locomotiva        | Robert Charlebois     | Gálvölgyi János                  | Selmeczi Roland                     |
| Lucy                   | Miou-Miou             | Pálos Zsuzsa                     | Majsai-Nyilas Tünde                 |
| Cabot őrnagy           | Patrick McGoohan      | Mécs Károly                      | Szersén Gyula                       |
| Milton őrmester        | Raimund Harmstorf     | Bárány Frigyes                   | Kálid Artúr                         |
| Doc Foster             | Klaus Kinski          | Gelley Kornél                    | Cseke Péter                         |
| Jacky Roll             | Piero Vida            | Láng József                      | Faragó József                       |
| Százados               | Rik Battaglia         | N/A                              | N/A                                 |
| Thomas Trader          | Mario Valgoi          | Szigeti András                   | Vass Gábor                          |
| Kocsis                 | Mario Brega           | N/A                              | Bolla Róbert                        |
| Don Felipe, a pap      | Friedrich von Ledebur | Tyll Attila                      | Izsóf Vilmos                        |
| Pembroke ezredes       | Jean Martin           | Verebes Károly                   | Fülöp Zsigmond                      |
| Volt kurva             | Clara Colosimo        | Győri Ilona                      | Halász Aranka                       |
| Volt kurva férje       | Ferdinando Cerulli    | N/A                              | N/A                                 |
| Mortimer               | Benito Stefanelli     | Kristóf Tibor                    | Áron László                         |
| Seriff a szalonban     | Renato Baldini        | Surányi Imre                     | N/A                                 |
| Jeremy                 | Roy Bosier            | N/A                              | N/A                                 |
| Falubolondja           | Gérard Boucaron       | Szersén Gyula                    | Csuja Imre                          |
| Pembroke lánya         | Miriam Mahler         | N/A                              | Kiss Eszter                         |
| Kártyázó börtönőr      | Vittorio Fanfoni      | Benkóczy Zoltán                  | Király Attila                       |
| Férfi a szalonban      | N/A                   | Gálvölgyi János                  | N/A                                 |
| Katona                 | N/A                   | Huszár László                    | N/A                                 |
| Seriff                 | N/A                   | Huszár László                    | N/A                                 |
| Alagútrobbantó         | N/A                   | Képessy József                   | N/A                                 |
| Férfi a vasútállomáson | N/A                   | Komlós András                    | N/A                                 |
| Férfi a bárban         | N/A                   | Varga T. József                  | N/A                                 |

- További magyar hangok (1. magyar szinkronban): Dallos Szilvia, Koroknay Géza, Orosz István
- További magyar hangok (2. magyar szinkronban): Csuha Lajos, Horányi László, Hujber Ferenc, ifj. Jászai László, Kun Vilmos, Nagy Ervin

## Érdekességek
- Klaus Kinski úgy került a film szereplői közé, hogy a rendező Damiano Damiani már dolgozott vele.
- A külső megjelenítéshez ezúttal nem spanyolországi helyszínt választottak a készítők, vagy más óvilági területet (forgattak spagettiwesternt Algériában, Izraelben és Törökországban is), hanem eredeti amerikai területet. A filmet Új-Mexikóban, az Amerikai Egyesült Államokban forgatták le, ahol a Monument Valley legendás sziklaóriásai állnak.
- Eredetileg teljesen más kópiát szándékoztak leadni a készítők, de ismeretlenek ellopták ezeket a kópiákat, amelyek a mai napig nem kerültek elő. Alternatív felvételekből kellett ezért helyreállítani a filmet, egyes részek minősége emiatt sem elég látványos. Ennek tudható be, hogy a film kedvezőtlen kritikát kapott és alulteljesített a mozikban.
- Egy 2002-es TV2 interjúban Ujréti László elmondta, hogy felkérték a film újraszinkronizálásakor, de elutasította az életkora miatt. Ez történt 3 másik filmjével is. Ezeknél a filmeknél Rátóti Zoltán szinkronizálta Terence Hill-t.

## Televíziós megjelenések
- 1. magyar szinkron: AMC, Film Mania, Filmcafé
- 2. magyar szinkron: RTL Klub, Film+, Film+ 2, Prizma TV / RTL+